# Betty Joseph
Pour les articles homonymes, voir Joseph.
Betty Joseph, née le 7 mars 1917 à Edgbaston, un quartier de Birmingham, et morte le 4 avril 2013 à Londres, est une psychanalyste britannique, d'orientation kleinienne, membre de la Société britannique de psychanalyse.

## Biographie
Betty Joseph est née dans une famille anglaise aux racines juives. La famille de son père, des bijoutiers originaires d'Alsace, s'est installée en Angleterre au XVIIIe siècle. Son père et son frère étaient ingénieurs électriciens.
Betty Joseph fait ses études secondaires à Wolverhampton, puis elle fait des études de travail social à l'université de Birmingham, ville où sa famille s'est installée, puis à la London School of Economics, où elle obtient son diplôme universitaire au début des années 1940.
Elle exerce d'abord comme assistante sociale, puis découvre la psychanalyse et fait une analyse, avec Michael Balint, puis, suivant en cela les conseils de Balint, se forme à la psychanalyse à Londres, auprès de la Société britannique de psychanalyse, dont elle devient membre en 1949. Elle côtoie alors Hanna Segal, Wilfred Bion et Herbert Rosenfeld. 
Elle donne ensuite des cours destinés aux psychanalystes en exercice à l'Institut de psychanalyse de Londres et fait des supervisions. Des éléments de son séminaire ont été publiés sous forme d'ouvrage, intitulé In Pursuit of Psychic Change. 
Elle dirige le Melanie Trust Fund (1991-2006) et contribue à l'édition des Writings of Melanie Klein, volumes 1-4, 1920-1963.

## Orientation des recherches
Son travail avec les adultes s'inspirait explicitement de ses expériences d'analyses d'enfants, qu'elle considérait comme essentielles pour la compréhension du psychisme humain.
Son thème de réflexion, qui est resté le fil rouge de toute son œuvre, était la notion de changement psychique. Dans un article « The Patient who is difficult to reach », elle décrit des patients qui semblent collaborer, associent et acceptent les interprétations, sans que rien change pour autant pour eux. Cette défense qui fait penser à ce que Winnicott décrivait dans ses écrits sur le faux self est inconsciente et permet au patient de lutter contre les angoisses que susciterait la perspective de tout changement. Dans « Addiction to near-death » elle envisage les résistances rigides de certains patients comme un emprisonnement dans un état proche de la mort qui leur paraît toutefois préférable à la vie et aux terreurs qu’elle suscite en eux.

## Distinction
- 1995 : Sigourney Award[3].

## Publications
- Psychic Equilibrium and Psychic Change, Selected Papers of Betty Joseph, éd. Michael Feldman & Elizabeth Bott Spillius, Routledge, 1989  (ISBN 0415041171).
- In Pursuit of Psychic Change: The Betty Joseph Workshop, Edith Hargreaves & Arturo Varchevker (éd.), New Library of Psychoanalysis, Routledge, 2004  (ISBN 158391823X)
- L’envie dans la vie quotidienne. La créativité, à la vie, à la mort, Le Coq-héron, 2017/1, no 228, p. 64-73 DOI 10.3917/cohe.228.0064
- Ici et maintenant : mon point de vue, L’Année psychanalytique internationale, 1/2014, vol. 2014, p. 45-50 (« Here and now : My perspective », Int. J. Psychoanal., 2013, 94:1-5.
- (coll.) David Bell, David Alcorn, Raison et passion. Hommage à Hanna Segal, éditions du Hublot, 1998, coll. « Tavistock Clinic »  (ISBN 2912186064)